# August Bruse
August Bruse (* 26. Oktober 1903 in Attendorn; † 27. August 1984 in Lennestadt) war ein deutscher Politiker der SPD.

## Leben und Beruf
Bruse, der römisch-katholischen Glaubens war, absolvierte nach dem Volksschulabschluss 1917 eine Lehre als Schlosser und Schweißer. Anschließend arbeitete er bei den Hüttenwerken Siegerland AG, wo er 1931 zum Werkmeister im Werk Attendorn aufstieg.
August Bruse war ein Großonkel von Andreas Hollstein, der als Bürgermeister der Stadt Altena nach einem Attentat bundesweit bekannt wurde.

## Partei
Bruse beteiligte sich 1945 an der Wiedergründung der SPD und wurde 1948 deren Ortsvorsitzender in Attendorn.

## Abgeordneter
Seit 1947 gehörte Bruse dem Rat der Stadt Attendorn an, 1950 wurde er auch in den Kreistag des Kreises Olpe gewählt.
Dem Deutschen Bundestag gehörte Bruse von 1953 bis 1961 und vom 16. Juli 1962, als er für den verstorbenen Julius Brecht nachrückte, bis 1965 an.

## Öffentliche Ämter
Bruse wurde 1950 zum Bürgermeister von Attendorn und 1952 zum stellvertretenden Landrat des Kreises Olpe gewählt.